# Non, je ne regrette rien
«Non, je ne regrette rien» (фр. Ні, я не шкодую ні про що) — французька пісня, написана в 1956 році, яка здобула найбільшу популярність у виконанні Едіт Піаф (у запису від 10 листопада 1960 року). Композитор — Шарль Дюмон, автор тексту, що відсилає до минулого Піаф, — Мішель Вокер. Пісня була записана в стереофонічному форматі, що на ті часи було рідкістю.

## Посвята Легіону
Композиція була присвячена Іноземному легіону і стала полковою піснею 1-го іноземного полку парашутистів, пізніше, у 1961 році, розформованого за участь у невдалому путчі генералів. Назавжди покидаючи свої казарми в Зеральде, після закінчення «часу леопардів», легіонери співали «Я ні про що не шкодую».

## Записи і виконавці
Крім Піаф пісню виконували інші зірки естради, включаючи Мірей Матьє, Елейн Пейдж, Тіну Арену, Ізабель Буле, Патрісію Каас, Марка Лавуньє, Даліду (французькою, італійською та іспанською), Псоя Короленка, Тамару Гвердцителі (французькою і російською), Азізу (французькою), Bad Boys Blue (англійською), її також виконує Олег Погудін (французькою).

## Використання в популярній культурі
Пісня звучала у фінальних титрах фільму Бернардо Бертолуччі «Мрійники» (2003), у фільмі «Пекло» (сцена в пустелі), в англійському мультфільмі «Веліант: Крилатий спецназ», у рекламі пива Amstel.
У приспіві пісні Fruhling in Paris групи Rammstein присутні слова «Non! Rien de rien… Non! Je ne regrette rien». Також на альбомі ToyZ групи Cinema Bizarre є пісня з назвою «Je ne regrette rien» та відповідним рядком у тексті.
Гурт «Jane Air» використовував фрагмент пісні в кінці композиції «2004 рік».
Уривок пісні був використаний композитором Гансом Ціммером у саундтреці до фільму Крістофера Нолана «Початок», композиція «Waiting For A Train». Сама пісня за сюжетом фільму використовувалася як заклик до пробудження героїв. І тривалість фільму (2 години 28 хвилин) — це посилання на пісню Едіт Піаф «Non, je ne regrette rien», перший студійний запис якої тривав 2 хвилини 28 секунд.
У телефільмі «Сімнадцять миттєвостей весни» пісня звучить як музична ілюстрація до спогадів Штірліца про Париж, хоча під час війни пісня ще не була написана.
У мультфільмі «Мадагаскар 3» головний антагоніст — Капітан Шантель Дюбуа, глава Відділу з відлову тварин у Монако виконує пісню в лікарні, щоб «підбадьорити» і «поставити на ноги» своїх колег, які в результаті стають сильнішими, зривають гіпс і пов'язки і вступають в дію.
Пісня прозвучала в кінці фільму «Життя в рожевому кольорі».
Також пісня звучить у фільмі «Ненависть».
У 14-ї серії 11-го сезону серіалу «Надприродне» також звучить ця пісня, що є анахронізмом, як і у випадку з фільмом «Сімнадцять миттєвостей весни», адже дія відбувається в 1943 році.